# 今西淳

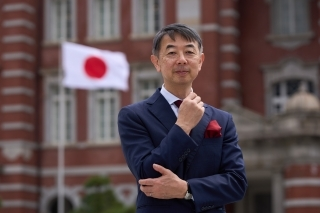
外務省より公表された公式肖像画像

今西 淳（いまにし じゅん、1968年〈昭和43年〉5月20日 - ）は、埼玉県出身の日本の外交官。
大臣官房儀典総括官、東北大学教授、内閣官房副長官補付内閣参事官などを経て、2023年9月から在ドバイ総領事を務める。

## 略歴
- 1993年3月　上智大学法学部法律学科卒業
- 1993年4月　外務省入省
- 2010年12月　国際連合日本政府代表部 参事官
- 2013年9月　大臣官房 兼 内閣官房副長官補付 内閣参事官（2014年9月まで） 兼 復興庁統括官付 参事官（2013年10月まで）
- 2013年10月　復興庁統括官付 参事官
- 2014年9月　兼 内閣官房副長官補付（2015年7月まで）
- 2015年9月　大臣官房総務課外交記録・情報公開室長
- 2016年8月　大臣官房総務課危機管理調整室長
- 2017年9月　大臣官房儀典総括官
- 2019年11月　東北大学教授
- 2022年7月　内閣官房副長官補付 内閣参事官 兼 内閣官房新しい資本主義実現本部事務局 参事官
- 2023年9月　在ドバイ日本国総領事館 総領事

## 同期
- 今福孝男（24年大臣官房審議官）
- 大河内昭博（24年大臣官房審議官（アジア大洋州局、アジア大洋州局南部アジア部担当））
- 岡野結城子（24年国際文化交流審議官）
- 林誠（24年大臣官房審議官（経済局、アジア大洋州局、アジア大洋州局南部アジア部担当））